# VIII Legislatura de la Comunidad Valenciana
La VIII Legislatura de la Comunidad Valenciana comenzó el 9 de junio de 2011, fecha en la que se constituyeron las nuevas Cortes tras el triunfo por mayoría absoluta del Partido Popular de la Comunidad Valenciana en las elecciones a las Cortes Valencianas celebradas el 22 de mayo de 2011. El consejo de la Generalidad Valenciana, como en la anterior legislatura, fue presidido inicialmente por Francisco Camps (desde mayo hasta junio del 2011), aunque tras su dimisión tomo las riendas del gobierno Alberto Fabra (PP) (desde julio del 2011 hasta el 27 de junio de 2015).

## Campaña electoral

### Actos de campaña
La campaña electoral empezó oficialmente la noche entre el día 5 y 6 de mayo, a las 0 horas.
Francisco Camps empezó la campaña junto a Rita Barberá en la sede del Partido Popular valenciano asegurando que España se pondrá en pie y volverá otra vez a haber trabajo para todos con el gobierno del PP en España, comparando la situación actual con la de 1996 e insistiendo en que las próximas elecciones autonómicas son la antesala de un triunfo nacional para el PP. Barberá afirmó que debería empezar la fiesta de la democracia, pero es imposible tener sentimiento de fiesta cuando hay cinco millones de parados y presentó a Camps como una persona terriblemente maltratada por el socialismo. En el acto también participaron Antonio Clemente, Sonia Castedo y Alberto Fabra.

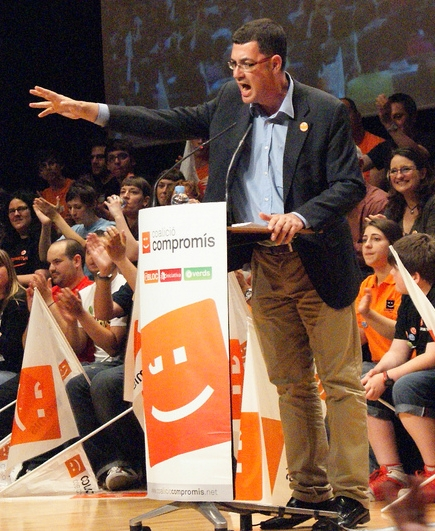
Mitin de Enric Morera, candidato a la presidencia de la Generalidad por la Coalición Compromís.

En cuanto a los socialistas valencianos, Jorge Alarte, frente a la sede del PSPV-PSOE pidió el voto para devolver la ilusión y la esperanza a los valencianos y valencianas y reclamó devolver a la Comunidad Valenciana la honradez; la honradez para pagar las facturas que se deben, la honradez para sanear la Generalidad, para acabar con el despilfarro y para que el dinero sirva para mejorar las condiciones de vida de los cinco millones de valencianos y valencianas. Lo acompañaba en este primer acto de campaña el candidato a la alcaldía de Valencia Joan Calabuig y manifestó su intención de cambiar la política del pasado, la de las mentiras, la de Camps, que mintió en todo; por la política honrada de la eficiencia, la solvencia, la responsabilidad y la dignidad para los valencianos y valencianas.
Desde Esquerra Unida del País Valencià empezaron con 3 actos, uno en cada capital de provincia. En Valencia, Marga Sanz, acompañada por Amadeu Sanchis (candidato a la alcaldía de la ciudad), pidió el voto a aquellas personas que sufren la crisis pero no la han provocado, y afirmó que las políticas de izquierdas eran la única salida a la crisis frente al modelo neoliberal del PP y el PSOE. Prometió llevar al parlamento valenciano las propuestas de izquierdas para frenar el paro y la corrupción.
Compromís empezó la campaña electoral en un hotel próximo a la Ciudad de las Artes y las Ciencias, con Enric Morera afirmando que están en la recta final de un largo trabajo de configurar una alternativa progresista y al servicio de los intereses del pueblo valenciano, frente a la derecha que representa el Partido Popular o las políticas del PP que representan al PSOE. Lo acompañaba en este acto Joan Ribó, candidato a la alcaldía de la ciudad de Valencia.
UPyD tras la tradicional pegada de carteles, abrió la campaña electoral en Valencia con un mitin en la calle en el que intervinieron Rosa Díez, Rafael Soriano —candidato a la Generalidad— y Ramón Igual —candidato al ayuntamiento de Valencia—. Díez y los candidatos mostraron su apuesta en la lucha contra la corrupción y la necesidad de que los ciudadanos se impliquen en la política, de hecho animaron a los presentes a preguntarles directamente.

### Candidaturas
En negrita, el candidato a la presidencia de la Generalidad Valenciana. Por orden de número de escaños en la presente legislatura:
| Provincia | Candidatos | Observaciones |
| --------- | --- | --- |
| Alicante  | - PPCV: Sonia Castedo - PSPV-PSOE: Ángel Luna González - COMPROMIS: Mireia Mollà - EUPV: Lluís Torró            | - Otras candidaturas: CDL, CDR, CVa, DN, E-2000, ERPV, FA, MUP-R, PACMA, PCPE, PFyV, PH, UCE, UxV, VERDS, UPyD.                                   |
| Castellón | - PPCV: Alberto Fabra - PSPV-PSOE: Francisco Toledo Lobo - COMPROMIS: Josep Maria Pañella - EUPV: Marina Albiol | - Otras candidaturas: CDL, CVa, DN, E-2000, ERPV, PACMA, PCPE, PFyV, UxV, VERDS, UPyD.                                                            |
| Valencia  | - PPCV: Francisco Camps - PSPV-PSOE: Jorge Alarte - COMPROMIS: Enric Morera - EUPV: Marga Sanz                  | - Otras candidaturas: CDL, CENB, CVa, DN, E-2000, ENV-RVPVE, ERPV, FA, FE-JONS, LA REPUBLICA, MUP-R, PCPE, PDEX, PH, SPES, UCE, UxV, VERDS, UPyD. |

### Elecciones
Para poder optar al reparto de escaños la candidatura debe obtener al menos el 5% de los votos emitidos.
| ← Elecciones a las Cortes Valencianas de 2011 → |                                                                                                 |                        |           |       |         |      |
| Presidente y gobierno | Partido                                                                                         | Candidato              | Votos     | %     | Escaños | +/-  |
| - Presidente: Francisco Camps (PP) (mayo de 2011-julio de 2011) Alberto Fabra (PP) (julio de 2011-) - Gobierno: PP - Censo: 3.549.687 - Votantes: 2.491.588 (70,2 %) - Abstención: 1.058.099 (29,8 %) - Válidos: 2.450.872 (98,4 %) - A candidatura: 2.390.202 (97,5 %) | Partido Popular de la Comunidad Valenciana (PP) a                                               | Francisco Camps        | 1.211.112 | 50,67 | 55      | +1   |
| - Presidente: Francisco Camps (PP) (mayo de 2011-julio de 2011) Alberto Fabra (PP) (julio de 2011-) - Gobierno: PP - Censo: 3.549.687 - Votantes: 2.491.588 (70,2 %) - Abstención: 1.058.099 (29,8 %) - Válidos: 2.450.872 (98,4 %) - A candidatura: 2.390.202 (97,5 %) | Partit Socialista del País Valencià (PSPV-PSOE)                                                 | Jorge Alarte           | 687.141   | 28,75 | 33      | -5   |
| - Presidente: Francisco Camps (PP) (mayo de 2011-julio de 2011) Alberto Fabra (PP) (julio de 2011-) - Gobierno: PP - Censo: 3.549.687 - Votantes: 2.491.588 (70,2 %) - Abstención: 1.058.099 (29,8 %) - Válidos: 2.450.872 (98,4 %) - A candidatura: 2.390.202 (97,5 %) | Coalició Compromís (Compromís) b                                                                | Enric Morera           | 176.213   | 7,37  | 6 c     | +2 d |
| - Presidente: Francisco Camps (PP) (mayo de 2011-julio de 2011) Alberto Fabra (PP) (julio de 2011-) - Gobierno: PP - Censo: 3.549.687 - Votantes: 2.491.588 (70,2 %) - Abstención: 1.058.099 (29,8 %) - Válidos: 2.450.872 (98,4 %) - A candidatura: 2.390.202 (97,5 %) | Esquerra Unida del País Valencià (EUPV)                                                         | Marga Sanz             | 144.703   | 6,05  | 5       | +2 e |
| - Presidente: Francisco Camps (PP) (mayo de 2011-julio de 2011) Alberto Fabra (PP) (julio de 2011-) - Gobierno: PP - Censo: 3.549.687 - Votantes: 2.491.588 (70,2 %) - Abstención: 1.058.099 (29,8 %) - Válidos: 2.450.872 (98,4 %) - A candidatura: 2.390.202 (97,5 %) | Unión Progreso y Democracia                                                                     | Rafa Soriano Hernández | 60.859    | 2,55  | 0       |      |
| - Presidente: Francisco Camps (PP) (mayo de 2011-julio de 2011) Alberto Fabra (PP) (julio de 2011-) - Gobierno: PP - Censo: 3.549.687 - Votantes: 2.491.588 (70,2 %) - Abstención: 1.058.099 (29,8 %) - Válidos: 2.450.872 (98,4 %) - A candidatura: 2.390.202 (97,5 %) | Verdes y Ecopacifistas (VERDS)                                                                  | Pura Peris             | 31.808    | 1,33  | 0       |      |
| - Presidente: Francisco Camps (PP) (mayo de 2011-julio de 2011) Alberto Fabra (PP) (julio de 2011-) - Gobierno: PP - Censo: 3.549.687 - Votantes: 2.491.588 (70,2 %) - Abstención: 1.058.099 (29,8 %) - Válidos: 2.450.872 (98,4 %) - A candidatura: 2.390.202 (97,5 %) | España 2000 (ESPAÑA 2000)                                                                       | José Luis Roberto      | 12.191    | 0,51  | 0       |      |
| - Presidente: Francisco Camps (PP) (mayo de 2011-julio de 2011) Alberto Fabra (PP) (julio de 2011-) - Gobierno: PP - Censo: 3.549.687 - Votantes: 2.491.588 (70,2 %) - Abstención: 1.058.099 (29,8 %) - Válidos: 2.450.872 (98,4 %) - A candidatura: 2.390.202 (97,5 %) | Esquerra Republicana del País Valencià (ERPV)                                                   | Agustí Cerdà           | 11.129    | 0,47  | 0       |      |
| - Presidente: Francisco Camps (PP) (mayo de 2011-julio de 2011) Alberto Fabra (PP) (julio de 2011-) - Gobierno: PP - Censo: 3.549.687 - Votantes: 2.491.588 (70,2 %) - Abstención: 1.058.099 (29,8 %) - Válidos: 2.450.872 (98,4 %) - A candidatura: 2.390.202 (97,5 %) | Partido Antitaurino Contra el Maltrato Animal (PACMA)                                           |                        | 9.306     | 0,39  | 0       |      |
| - Presidente: Francisco Camps (PP) (mayo de 2011-julio de 2011) Alberto Fabra (PP) (julio de 2011-) - Gobierno: PP - Censo: 3.549.687 - Votantes: 2.491.588 (70,2 %) - Abstención: 1.058.099 (29,8 %) - Válidos: 2.450.872 (98,4 %) - A candidatura: 2.390.202 (97,5 %) | Coalició Valenciana (CVa)                                                                       |                        | 9.183     | 0,38  | 0       |      |
| - Presidente: Francisco Camps (PP) (mayo de 2011-julio de 2011) Alberto Fabra (PP) (julio de 2011-) - Gobierno: PP - Censo: 3.549.687 - Votantes: 2.491.588 (70,2 %) - Abstención: 1.058.099 (29,8 %) - Válidos: 2.450.872 (98,4 %) - A candidatura: 2.390.202 (97,5 %) | Centro Democrático Liberal (CDL)                                                                |                        | 8.203     | 0,34  | 0       |      |
| - Presidente: Francisco Camps (PP) (mayo de 2011-julio de 2011) Alberto Fabra (PP) (julio de 2011-) - Gobierno: PP - Censo: 3.549.687 - Votantes: 2.491.588 (70,2 %) - Abstención: 1.058.099 (29,8 %) - Válidos: 2.450.872 (98,4 %) - A candidatura: 2.390.202 (97,5 %) | Ciudadanos en Blanco (CENB)                                                                     |                        | 4.222     | 0,18  | 0       |      |
| - Presidente: Francisco Camps (PP) (mayo de 2011-julio de 2011) Alberto Fabra (PP) (julio de 2011-) - Gobierno: PP - Censo: 3.549.687 - Votantes: 2.491.588 (70,2 %) - Abstención: 1.058.099 (29,8 %) - Válidos: 2.450.872 (98,4 %) - A candidatura: 2.390.202 (97,5 %) | Units x Valéncia (UxV)                                                                          |                        | 3.637     | 0,15  | 0       |      |
| - Presidente: Francisco Camps (PP) (mayo de 2011-julio de 2011) Alberto Fabra (PP) (julio de 2011-) - Gobierno: PP - Censo: 3.549.687 - Votantes: 2.491.588 (70,2 %) - Abstención: 1.058.099 (29,8 %) - Válidos: 2.450.872 (98,4 %) - A candidatura: 2.390.202 (97,5 %) | Partido Comunista de los Pueblos de España (PCPE)                                               |                        | 3.456     | 0,14  | 0       |      |
| - Presidente: Francisco Camps (PP) (mayo de 2011-julio de 2011) Alberto Fabra (PP) (julio de 2011-) - Gobierno: PP - Censo: 3.549.687 - Votantes: 2.491.588 (70,2 %) - Abstención: 1.058.099 (29,8 %) - Válidos: 2.450.872 (98,4 %) - A candidatura: 2.390.202 (97,5 %) | Partido Humanista (PH)                                                                          |                        | 2.566     | 0,11  | 0       |      |
| - Presidente: Francisco Camps (PP) (mayo de 2011-julio de 2011) Alberto Fabra (PP) (julio de 2011-) - Gobierno: PP - Censo: 3.549.687 - Votantes: 2.491.588 (70,2 %) - Abstención: 1.058.099 (29,8 %) - Válidos: 2.450.872 (98,4 %) - A candidatura: 2.390.202 (97,5 %) | Centro Liberal Renovador (CLr)                                                                  |                        | 2.463     | 0,10  | 0       |      |
| - Presidente: Francisco Camps (PP) (mayo de 2011-julio de 2011) Alberto Fabra (PP) (julio de 2011-) - Gobierno: PP - Censo: 3.549.687 - Votantes: 2.491.588 (70,2 %) - Abstención: 1.058.099 (29,8 %) - Válidos: 2.450.872 (98,4 %) - A candidatura: 2.390.202 (97,5 %) | Democracia Nacional (DN)                                                                        |                        | 2.151     | 0,09  | 0       |      |
| - Presidente: Francisco Camps (PP) (mayo de 2011-julio de 2011) Alberto Fabra (PP) (julio de 2011-) - Gobierno: PP - Censo: 3.549.687 - Votantes: 2.491.588 (70,2 %) - Abstención: 1.058.099 (29,8 %) - Válidos: 2.450.872 (98,4 %) - A candidatura: 2.390.202 (97,5 %) | Unificación Comunista de España (UCE)                                                           |                        | 1.719     | 0,07  | 0       |      |
| - Presidente: Francisco Camps (PP) (mayo de 2011-julio de 2011) Alberto Fabra (PP) (julio de 2011-) - Gobierno: PP - Censo: 3.549.687 - Votantes: 2.491.588 (70,2 %) - Abstención: 1.058.099 (29,8 %) - Válidos: 2.450.872 (98,4 %) - A candidatura: 2.390.202 (97,5 %) | Falange Auténtica (FA)                                                                          |                        | 1.627     | 0,07  | 0       |      |
| - Presidente: Francisco Camps (PP) (mayo de 2011-julio de 2011) Alberto Fabra (PP) (julio de 2011-) - Gobierno: PP - Censo: 3.549.687 - Votantes: 2.491.588 (70,2 %) - Abstención: 1.058.099 (29,8 %) - Válidos: 2.450.872 (98,4 %) - A candidatura: 2.390.202 (97,5 %) | Movimiento por la Unidad del Pueblo-Republicanos (MUP-R)                                        |                        | 1.440     | 0,06  | 0       |      |
| - Presidente: Francisco Camps (PP) (mayo de 2011-julio de 2011) Alberto Fabra (PP) (julio de 2011-) - Gobierno: PP - Censo: 3.549.687 - Votantes: 2.491.588 (70,2 %) - Abstención: 1.058.099 (29,8 %) - Válidos: 2.450.872 (98,4 %) - A candidatura: 2.390.202 (97,5 %) | Partido Familia y Vida (PFyV)                                                                   |                        | 1.412     | 0,06  | 0       |      |
| - Presidente: Francisco Camps (PP) (mayo de 2011-julio de 2011) Alberto Fabra (PP) (julio de 2011-) - Gobierno: PP - Censo: 3.549.687 - Votantes: 2.491.588 (70,2 %) - Abstención: 1.058.099 (29,8 %) - Válidos: 2.450.872 (98,4 %) - A candidatura: 2.390.202 (97,5 %) | Falange Española de las JONS (FE JONS)                                                          |                        | 1.156     | 0,05  | 0       |      |
| - Presidente: Francisco Camps (PP) (mayo de 2011-julio de 2011) Alberto Fabra (PP) (julio de 2011-) - Gobierno: PP - Censo: 3.549.687 - Votantes: 2.491.588 (70,2 %) - Abstención: 1.058.099 (29,8 %) - Válidos: 2.450.872 (98,4 %) - A candidatura: 2.390.202 (97,5 %) | La República (LA REPUBLICA)                                                                     |                        | 735       | 0,03  | 0       |      |
| - Presidente: Francisco Camps (PP) (mayo de 2011-julio de 2011) Alberto Fabra (PP) (julio de 2011-) - Gobierno: PP - Censo: 3.549.687 - Votantes: 2.491.588 (70,2 %) - Abstención: 1.058.099 (29,8 %) - Válidos: 2.450.872 (98,4 %) - A candidatura: 2.390.202 (97,5 %) | Esquerra Nacionalista Valenciana- República Valenciana/Partit Valencianista Europeu (ENV-RVPVE) |                        | 677       | 0,03  | 0       |      |
| - Presidente: Francisco Camps (PP) (mayo de 2011-julio de 2011) Alberto Fabra (PP) (julio de 2011-) - Gobierno: PP - Censo: 3.549.687 - Votantes: 2.491.588 (70,2 %) - Abstención: 1.058.099 (29,8 %) - Válidos: 2.450.872 (98,4 %) - A candidatura: 2.390.202 (97,5 %) | Partido Social Patriota Español (SPES)                                                          |                        | 585       | 0,02  | 0       |      |
| - Presidente: Francisco Camps (PP) (mayo de 2011-julio de 2011) Alberto Fabra (PP) (julio de 2011-) - Gobierno: PP - Censo: 3.549.687 - Votantes: 2.491.588 (70,2 %) - Abstención: 1.058.099 (29,8 %) - Válidos: 2.450.872 (98,4 %) - A candidatura: 2.390.202 (97,5 %) | Partido de los Extranjeros (Pdex)                                                               |                        | 508       | 0,02  | 0       |      |
| - Presidente: Francisco Camps (PP) (mayo de 2011-julio de 2011) Alberto Fabra (PP) (julio de 2011-) - Gobierno: PP - Censo: 3.549.687 - Votantes: 2.491.588 (70,2 %) - Abstención: 1.058.099 (29,8 %) - Válidos: 2.450.872 (98,4 %) - A candidatura: 2.390.202 (97,5 %) | En blanco                                                                                       |                        | 60.670    | 2,5   | N/A     | N/A  |
| - Presidente: Francisco Camps (PP) (mayo de 2011-julio de 2011) Alberto Fabra (PP) (julio de 2011-) - Gobierno: PP - Censo: 3.549.687 - Votantes: 2.491.588 (70,2 %) - Abstención: 1.058.099 (29,8 %) - Válidos: 2.450.872 (98,4 %) - A candidatura: 2.390.202 (97,5 %) | Nulos                                                                                           |                        | 40.716    | 1,63  | N/A     | N/A  |

a Con el apoyo de Unión Valenciana.

b Con el apoyo de Estat Valencià.

c De ellos, 3 diputados del Bloc, 2 de IdPV (de las cuales 1 será sustituida a mitad de legislatura por un diputado del Bloc) y 1 de EV-EE.

d Respecto a los diputados del Bloc y de IdPV dentro de Compromís pel País Valencià en 2007 al final de la legislatura.

e Respecto a los diputados de EUPV dentro de Compromís pel País Valencià en 2007 al final de la legislatura.

f Coalición de Els Verds del País Valencià, Los Verdes Ecopacifistas y Los Verdes-Grupo Verde.

## Cortes Valencianas

### Constitución de las Cortes
El 9 de junio de 2011 se constituyeron las nuevas Cortes tras el triunfo por mayoría absoluta del Partido Popular de la Comunidad Valenciana en las elecciones a las Cortes Valencianas celebradas el 22 de mayo de 2011. Este acto se vio envuelto en polémica ya que el nuevo presidente de la Cámara, Juan Gabriel Cotino Ferrer (PPCV), colocó sobre la Mesa de las Cortes un crucifijo que guardada en su despacho personal, además de un ejemplar de la Biblia, del Estatuto de Autonomía y de la Constitución española. Finalmente, la composición durante la VIII Legislatura de la mesa de las Cortes Valencianas quedó conformada de la siguiente forma:
|                                                                        |           |                              |  |  |
| 'Miembros de la Mesa de las Cortes Valencianas de la VIII Legislatura' |           |                              |  |  |
| Cargo                                                                  | Partido   | Titular                      |  |  |
| Presidente                                                             | PPCV      | Juan Gabriel Cotino Ferrer   |  |  |
| Vicepresidente primero                                                 | PPCV      | Alejandro Font de Mora Turón |  |  |
| Vicepresidente segundo                                                 | PSPV-PSOE | Ángel Luna González          |  |  |
| Secretaría primera                                                     | PPCV      | Angélica Gemma Such Ronda    |  |  |
| Secretaría segunda                                                     | PSPV-PSOE | Carmen Martínez Ramírez      |  |  |
| Fuente: Cortes Valencianas                                             |           |                              |  |  |

Hubo tres bajas entre los miembros de la Mesa de las Cortes Valencianas. El 10 de octubre de 2012 dimitió la secretaria primera Angélica Gemma Such Ronda, el 29 de julio de 2014 también dimitió el vicepresidente segundo Ángel Luna González, y finalmente el 13 de octubre de 2014 dimitió Juan Gabriel Cotino Ferrer, presidente de las Cortes.
|                                                                        |           |                                |  |  |  |
| 'Miembros de la Mesa de las Cortes Valencianas de la VIII Legislatura' |           |                                |  |  |  |
| Cargo                                                                  | Partido   | Titular                        |  |  |  |
| Presidente                                                             | PPCV      | Alejandro Font de Mora Turón   |  |  |  |
| Vicepresidente primero                                                 | PPCV      | Rafael Maluenda Verdú          |  |  |  |
| Vicepresidenta segunda                                                 | PSPV-PSOE | Ana Barceló Chico              |  |  |  |
| Secretario primero                                                     | PPCV      | Antonio Ángel Clemente Olivert |  |  |  |
| Secretaria segunda                                                     | PSPV-PSOE | Carmen Martínez Ramírez        |  |  |  |
| Fuente: Cortes Valencianas                                             |           |                                |  |  |  |

### Grupos parlamentarios
En el momento de constituirse las Cortes, los grupos parlamentarios fueron:
|                                                | |               |           |  |  |
| 'Grupos Parlamentarios de la VIII Legislatura' | |               |           |  |  |
| Grupo parlamentario                            | Partidos | Portavoz      | Diputados |  |  |
| Grupo Popular                                  | Partido Popular de la Comunidad Valenciana (PPCV) | Rafael Blasco | 55        |  |  |
| Grupo Socialista                               | Partit Socialista del País Valencià (PSPV-PSOE) | Jorge Alarte  | 33        |  |  |
| Grupo Compromís                                | Coalició Compromís (Compromís) Bloc Nacionalista Valencià (BLOC): 3 Iniciativa del Poble Valencià (IdPV): 2 Els Verds - Esquerra Ecologista del País Valencià (EV-EE o VERDS-EE): 1 | Enric Morera  | 6         |  |  |
| Grupo Esquerra Unida                           | Esquerra Unida del País Valencià (EUPV) Partit Comunista del País Valencià (PCPV): 4                                                                                                | Marga Sanz    | 5         |  |  |
| Fuente: Cortes Valencianas                     | |               |           |  |  |

Tras el cambio de líder del PSPV y de la expulsión del PP de Rafael Blasco, a mediados del 2013, los grupos parlamentarios tenían la siguiente composición:
|                                                | |                |           |  |  |
| 'Grupos Parlamentarios de la VIII Legislatura' | |                |           |  |  |
| Grupo parlamentario                            | Partidos | Portavoz       | Diputados |  |  |
| Grupo Popular                                  | Partido Popular de la Comunidad Valenciana (PPCV) | Jorge Bellver  | 54        |  |  |
| Grupo Socialista                               | Partit Socialista del País Valencià (PSPV-PSOE) | Antonio Torres | 33        |  |  |
| Grupo Compromís                                | Coalició Compromís (CC) Bloc Nacionalista Valencià (BLOC): 3 Iniciativa del Poble Valencià (IdPV): 2 Els Verds - Esquerra Ecologista del País Valencià (EV-EE o VERDS-EE): 1 | Enric Morera   | 6         |  |  |
| Grupo Esquerra Unida                           | Esquerra Unida del País Valencià (EUPV) Partit Comunista del País Valencià (PCPV): 4                                                                                         | Marga Sanz     | 5         |  |  |
| No adscritos                                   | Independientes | -              | 1         |  |  |
| Fuente: Cortes Valencianas                     | |                |           |  |  |

Tras la condena de Rafael Blasco, a mediados del 2014, y la cesión de la portavocía de Marga Sanz a Ignacio Blanco, los grupos parlamentarios tenían la siguiente composición:
|                                                | |                |           |  |  |
| 'Grupos Parlamentarios de la VIII Legislatura' | |                |           |  |  |
| Grupo parlamentario                            | Partidos | Portavoz       | Diputados |  |  |
| Grupo Popular                                  | Partido Popular de la Comunidad Valenciana (PPCV) | Jorge Bellver  | 55        |  |  |
| Grupo Socialista                               | Partit Socialista del País Valencià (PSPV-PSOE) | Antonio Torres | 33        |  |  |
| Grupo Compromís                                | Coalició Compromís (CC) Bloc Nacionalista Valencià (BLOC): 3 Iniciativa del Poble Valencià (IdPV): 2 Els Verds - Esquerra Ecologista del País Valencià (EV-EE o VERDS-EE): 1 | Enric Morera   | 6         |  |  |
| Grupo Esquerra Unida                           | Esquerra Unida del País Valencià (EUPV) Partit Comunista del País Valencià (PCPV): 4                                                                                         | Ignacio Blanco | 5         |  |  |
| Fuente: Cortes Valencianas                     | |                |           |  |  |

### La Junta de Portavoces
La composición al inicio de la VIII Legislatura de la Junta de Portavoces de las Cortes Valencianas fue:
|                                              |           |                              |  |  |
| 'Junta de Portavoces de la VIII Legislatura' |           |                              |  |  |
| Cargo                                        | Partido   | Titular                      |  |  |
| Presidente                                   | PPCV      | Juan Gabriel Cotino Ferrer   |  |  |
| Vicepresidente primero                       | PPCV      | Alejandro Font de Mora Turón |  |  |
| Vicepresidente segundo                       | PSPV-PSOE | Ángel Luna González          |  |  |
| Secretaría primera                           | PPCV      | Angélica Gemma Such Ronda    |  |  |
| Secretaría segunda                           | PSPV-PSOE | Carmen Martínez Ramírez      |  |  |
| Portavoz del Grupo Popular                   | PPCV      | Rafael Blasco                |  |  |
| Portavoz del Grupo Socialista                | PSPV-PSOE | Jorge Alarte                 |  |  |
| Portavoz del Grupo Compromís                 | CC        | Enric Morera                 |  |  |
| Portavoz del Grupo Esquerra Unida            | EUPV      | Marga Sanz                   |  |  |
| Fuente: Cortes Valencianas                   |           |                              |  |  |

Tras el cambio de líder del PSPV, del cambio de portavoz en EUPV y de la expulsión del PP de Rafael Blasco, a finales del 2014, la Junta de Portavoces de las Cortes Valencianas tenían la siguiente composición:
|                                              |           |                                |  |  |  |
| 'Junta de Portavoces de la VIII Legislatura' |           |                                |  |  |  |
| Cargo                                        | Partido   | Titular                        |  |  |  |
| Presidente                                   | PPCV      | Alejandro Font de Mora Turón   |  |  |  |
| Vicepresidente primero                       | PPCV      | Rafael Maluenda Verdú          |  |  |  |
| Vicepresidenta segunda                       | PSPV-PSOE | Ana Barceló Chico              |  |  |  |
| Secretario primero                           | PPCV      | Antonio Ángel Clemente Olivert |  |  |  |
| Secretaria segunda                           | PSPV-PSOE | Carmen Martínez Ramírez        |  |  |  |
| Portavoz del Grupo Popular                   | PPCV      | Jorge Bellver                  |  |  |  |
| Portavoz del Grupo Socialista                | PSPV-PSOE | Antonio Torres                 |  |  |  |
| Portavoz del Grupo Compromís                 | Compromís | Enric Morera                   |  |  |  |
| Portavoz del Grupo Esquerra Unida            | EUPV      | Ignacio Blanco                 |  |  |  |
| Fuente: Cortes Valencianas                   |           |                                |  |  |  |

### La Diputación Permanente
La composición actual de la Junta de Portavoces de las Cortes Valencianas es:
- Presidente: Juan Gabriel Cotino Ferrer, Partido Popular.
- Vicepresidente primero: Alejandro Font de Mora Turón, Partido Popular.
- Vicepresidente segundo: Ángel Luna González, PSPV-PSOE.
- Secretaría primera: Angélica Gemma Such Ronda, Partido Popular.
- Secretaría segunda: Carmen Martínez Ramírez, PSPV-PSOE.
- Vocales: 10 del PPCV, 6 del PSPV-PSOE, 1 de Compromís y otro de EUPV.

Tras los cambio en la Mesa de las Cortes, la Diputación Permanente pasó a estar formada por:
- Presidente: Alejandro Font de Mora Turón, Partido Popular.
- Vicepresidenta segunda: Ana Barceló Chico, PSPV-PSOE.
- Secretario primero: Antonio Ángel Clemente Olivert, Partido Popular.
- Secretaría segunda: Carmen Martínez Ramírez, PSPV-PSOE.
- Vocales: 10 del PPCV, 6 del PSPV-PSOE, 1 de Compromís y otro de EUPV.

### Comisiones
Comisiones permanentes legislativas
Las comisiones permanentes legislativas que se están desarrollando en la VIII legislatura son:
- Comisión de Coordinación, Organización y Régimen de las Instituciones de la Generalidad Valenciana.
- Comisión de Gobernación y Administración Local.
- Comisión de Educación y Cultura.
- Comisión de Economía, Presupuestos y Hacienda.
- Comisión de Industria, Comercio y Turismo.
- Comisión de Agricultura, Ganadería y Pesca.
- Comisión de Obras Públicas y Transportes.
- Comisión de Política Social y Empleo.
- Comisión de Sanidad y Consumo.
- Comisión de Medio Ambiente.
- Comisión de desarrollo del Estatuto de Autonomía de la Comunidad Valenciana.

Comisiones permanentes no legislativas
Por lo que respecta a las comisiones permanentes no legislativas que se celebran en esta legislatura son:
- Comisión de Reglamento.
- Comisión de Estatuto de los Diputados y las Diputadas.
- Comisión de Peticiones.
- Comisión de Gobierno Interior.
- Comisión permanent no legislativa de Política Lingüística.
- Comisión de la Mujer y las políticas de igualdad.
- Comisión Permanente no legislativa de Asuntos Europeos.
- Comisión Permanente no legislativa de Derechos Humanos y Tercer Mundo.
- Comisión Permanente no legislativa de Nuevas Tecnologías y Sociedad del Conocimiento.
- Comisión Permanente no legislativa de Seguridad Nuclear.
- Comisión de Control de la Actuación de la RTVV (Creación por ley 4/84, de 4 de julio, de la Generalidad Valenciana).

Comisiones no permanentes
Finalmente, en la VIII legislatura, se están celebrando también algunas Comisiones No Permanentes:
- Comisión no permanente especial de investigación sobre el proceso que ha llevado a la intervención por parte del Banco de España, el pasado 21 de julio, de la Caixa d'Estalvis del Mediterrani (CAM), con la destitución de todos los gestores, en un proceso de reestructuración dirigido a un nuevo intento de privatización que incluso podría desembocar.
- Comisión no permanente especial de estudio de las técnicas y de las actuaciones para mejorar el rendimiento escolar y las posibilidades de ocupación de los jóvenes.

## Instituciones de la Generalidad

### El Presidente

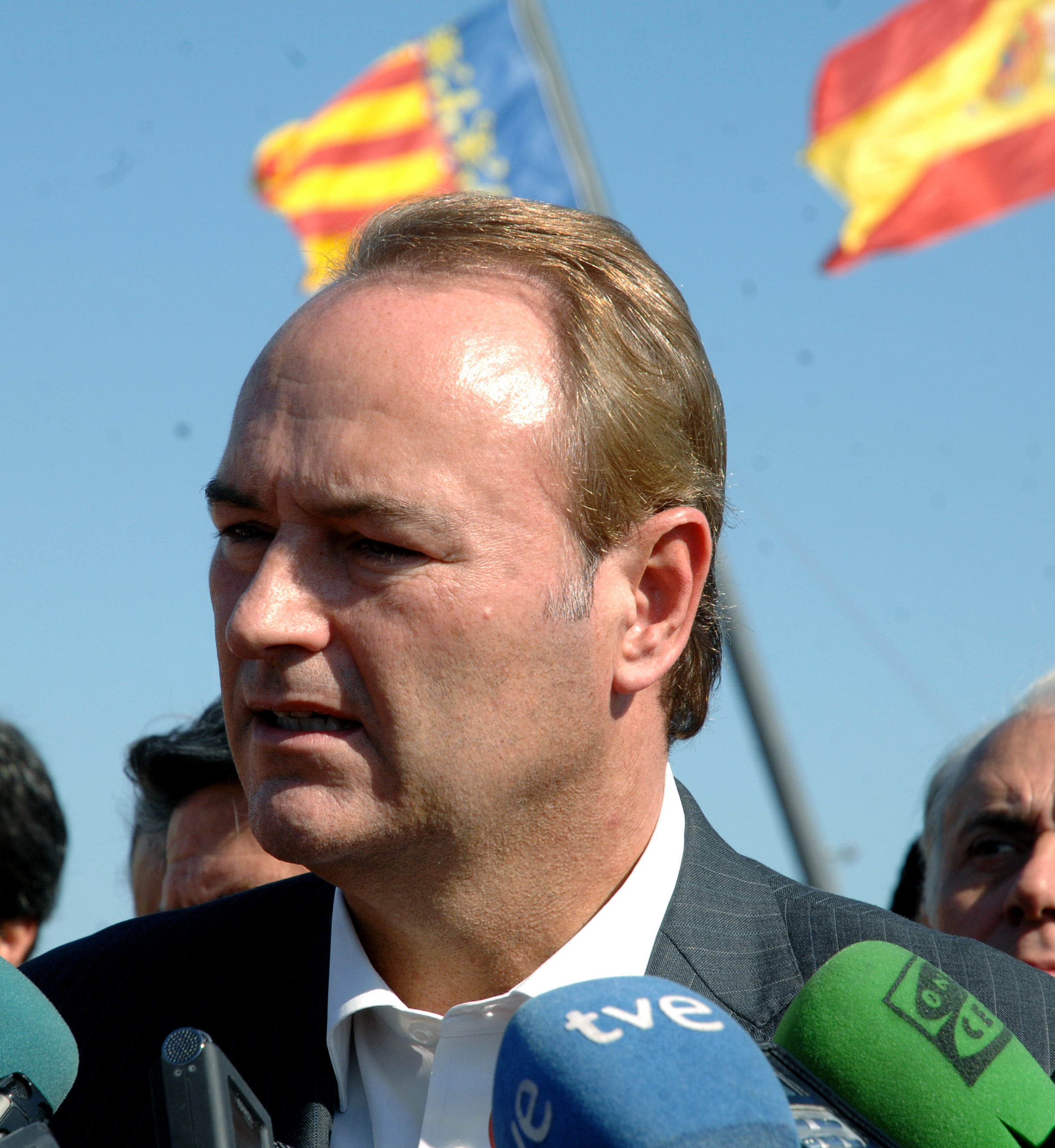
Alberto Fabra, presidente de la Generalidad Valenciana.

El 22 de mayo de 2011 Francisco Camps volvió a ganar por mayoría absoluta las elecciones. De este modo, Camps fue investido por el pleno de las Cortes Valencianas como presidente de la Generalidad el 16 de junio de 2011, tomando posesión del cargo el día 21 de junio a las 11 de la mañana.
Pese a esto, el 20 de julio de ese año, Francisco Camps decidió dimitir de la Presidencia, ya que se vio salpicado por el caso Gürtel, aunque reiterando su inocencia en todo momento. Finalmente, el 20 de julio de 2011 se anunció que Alberto Fabra (hasta ese momento alcalde de Castellón de la Plana) sería elegido nuevo Presidente de la Generalidad Valenciana tras la dimisión de Francisco Camps. De este modo, el nuevo presidente de la Generalidad fue investido por las Cortes Valencianas el 26 de julio de 2011, y tomó posesión de su cargo el 28 de julio del mismo año.

### El Consejo de la Generalidad
| 22 de junio de 2011 | 28 de julio de 2011 | 30 de diciembre de 2011                                                                                                | 20 de enero de 2012 | 7 de diciembre de 2012                                                                                                 | 29 de mayo de 2014                                          | 13 de junio de 2014                                         |                                                             |                                                             |                                                             |
| Presidente | Francisco Camps (PPCV)                                                                                                 | Alberto Fabra (PPCV)                                                                                                   | Alberto Fabra (PPCV)                                                                                                   | Alberto Fabra (PPCV)                                                                                                   | Alberto Fabra (PPCV)                                        | Alberto Fabra (PPCV)                                        | Alberto Fabra (PPCV)                                        |                                                             |                                                             |
| Vicepresidente y consejero de presidencia                                                                                            | Paula Sánchez de León Guardiola (PPCV)                                                                                 | Paula Sánchez de León Guardiola (PPCV)                                                                                 | José Císcar Bolufer (PPCV)                                                                                             | José Císcar Bolufer (PPCV)                                                                                             | José Císcar Bolufer (PPCV)                                  | José Císcar Bolufer (PPCV)                                  | José Císcar Bolufer (PPCV)                                  |                                                             |                                                             |
| Consejero de Economía, Industria, Ocupación, Turismo y Comercio Hasta diciembre de 2012. Consejero de Economía, Industria y Comercio | Enrique Verdeguer Puig (Independiente)                                                                                 | Enrique Verdeguer Puig (Independiente)                                                                                 | Enrique Verdeguer Puig (Independiente)                                                                                 | Máximo Buch Torralva (Independiente)                                                                                   | Máximo Buch Torralva (Independiente)                        | Máximo Buch Torralva (Independiente)                        | Máximo Buch Torralva (Independiente)                        | Máximo Buch Torralva (Independiente)                        |                                                             |
| Consejero de Hacienda y Administraciones Públicas                                                                                    | José Manuel Vela Bargues (Independiente. Dimitió el 30 de noviembre. José Císcar ocupó el cargo de manera provisional) | José Manuel Vela Bargues (Independiente. Dimitió el 30 de noviembre. José Císcar ocupó el cargo de manera provisional) | José Manuel Vela Bargues (Independiente. Dimitió el 30 de noviembre. José Císcar ocupó el cargo de manera provisional) | José Manuel Vela Bargues (Independiente. Dimitió el 30 de noviembre. José Císcar ocupó el cargo de manera provisional) | Juan Carlos Moragues Ferrer (Independiente)                 | Juan Carlos Moragues Ferrer (Independiente)                 | Juan Carlos Moragues Ferrer (Independiente)                 | Juan Carlos Moragues Ferrer (Independiente)                 | Juan Carlos Moragues Ferrer (Independiente)                 |
| Consejero de Educación, Cultura y Deporte Hasta diciembre de 2012: Consejero de Educación, Formación y Ocupación                     | José Ciscar Bolufer (PPCV)                                                                                             | José Ciscar Bolufer (PPCV)                                                                                             | María José Català Verdet (PPCV)                                                                                        | María José Català Verdet (PPCV)                                                                                        | María José Català Verdet (PPCV)                             | María José Català Verdet (PPCV)                             | María José Català Verdet (PPCV)                             |                                                             |                                                             |
| Consejero de Sanidad | Luis Rosado Bretón (Independiente)                                                                                     | Luis Rosado Bretón (Independiente)                                                                                     | Luis Rosado Bretón (Independiente)                                                                                     | Luis Rosado Bretón (Independiente)                                                                                     | Manuel Llombart Fuertes (Independiente)                     | Manuel Llombart Fuertes (Independiente)                     | Manuel Llombart Fuertes (Independiente)                     | Manuel Llombart Fuertes (Independiente)                     | Manuel Llombart Fuertes (Independiente)                     |
| Consejero de Infraestructuras, Territorio y Medio Ambiente                                                                           | Isabel Bonig Trigueros (PPCV)                                                                                          | Isabel Bonig Trigueros (PPCV)                                                                                          | Isabel Bonig Trigueros (PPCV)                                                                                          | Isabel Bonig Trigueros (PPCV)                                                                                          | Isabel Bonig Trigueros (PPCV)                               | Isabel Bonig Trigueros (PPCV)                               | Isabel Bonig Trigueros (PPCV)                               |                                                             |                                                             |
| Consejerade Bienestar Social Hasta diciembre de 2012: Consejero de Justicia y Bienestar Social                                       | Jorge Cabré Rico (Independiente)                                                                                       | Jorge Cabré Rico (Independiente)                                                                                       | Jorge Cabré Rico (Independiente)                                                                                       | Jorge Cabré Rico (Independiente)                                                                                       | Asunción Sánchez Zaplana (PPCV)                             | Asunción Sánchez Zaplana (PPCV)                             | Asunción Sánchez Zaplana (PPCV)                             | Asunción Sánchez Zaplana (PPCV)                             | Asunción Sánchez Zaplana (PPCV)                             |
| Consejero de Agricultura, Pesca, Alimentación y Agua                                                                                 | Francisca Mercedes Hernández Miñana (PPCV)                                                                             | Francisca Mercedes Hernández Miñana (PPCV)                                                                             | Francisca Mercedes Hernández Miñana (PPCV)                                                                             | Francisca Mercedes Hernández Miñana (PPCV)                                                                             | José Ciscar Bolufer (PPCV)                                  | José Ciscar Bolufer (PPCV)                                  | José Ciscar Bolufer (PPCV)                                  | José Ciscar Bolufer (PPCV)                                  | José Ciscar Bolufer (PPCV)                                  |
| Consejera de Turismo, Cultura y Deporte Desparecida en diciembre de 2012                                                             | Dolores Johnson Sastre PPCV                                                                                            | Dolores Johnson Sastre PPCV                                                                                            | Dolores Johnson Sastre PPCV                                                                                            | Dolores Johnson Sastre PPCV                                                                                            | Se reparten las funciones de esta consejería entre el resto | Se reparten las funciones de esta consejería entre el resto | Se reparten las funciones de esta consejería entre el resto | Se reparten las funciones de esta consejería entre el resto | Se reparten las funciones de esta consejería entre el resto |
| Consejero de Gobernación y Justicia Hasta diciembre de 2012: Consejero de Gobernación                                                | Serafín Castellano Gómez (PPCV)                                                                                        | Serafín Castellano Gómez (PPCV)                                                                                        | Serafín Castellano Gómez (PPCV)                                                                                        | Serafín Castellano Gómez (PPCV)                                                                                        | Serafín Castellano Gómez (PPCV)                             | Serafín Castellano Gómez (PPCV)                             | Luis Santamaría (PPCV)                                      |                                                             |                                                             |
| Portavoz del Consejo | Dolores Johnson Sastre (PPCV)                                                                                          | Dolores Johnson Sastre (PPCV)                                                                                          | Dolores Johnson Sastre (PPCV)                                                                                          | José Císcar Bolufer (PPCV)                                                                                             | José Císcar Bolufer (PPCV)                                  | María José Català Verdet (PPCV)                             | María José Català Verdet (PPCV)                             |                                                             |                                                             |

### Resto de instituciones
- El Síndico de Agravios:
- La Sindicatura de Cuentas:
- El Consejo Jurídico Consultivo:
- El Comité Económico y Social:
- El Consejo Valenciano de Cultura:
- La Academia Valenciana de la Lengua:

## Medidas de Gobierno

### Recortes de gasto público
El presidente de la Generalidad Valenciana, Alberto Fabra, señaló durante su discurso de Año Nuevo de 2012 una nueva reducción de 1000 millones de euros del presupuesto de la Generalidad. De esta manera, Fabra anunció que en 2012 se acometerían "grandes reformas" basadas en la austeridad y reactivación de la economía regional y destinadas a reducir el déficit, crear empleo y apoyar a emprendedores y jóvenes.
Una de las primeras medidas tomadas por el consejo de la Generalidad Valenciana en este sentido fue la reducción de las 46 empresas públicas valencianas existentes a seis agrupaciones sectoriales o holdings, lo cual permitirá un ahorro de 120 millones de euros anuales. Además de esta medida también se han tomado otras, como la que afecta a los funcionarios, a los cuales se les suprimieron los días moscosos, así como una reducción del 25% de la jornada de los funcionarios interinos, ya que con esto se conseguía un ahorro de 217 millones de euros. Otra de las medidas de recorte fue el incremento del IRPF, con el que se pretendía recaudar 238 millones. También se recortaron 440 millones con la contención del gasto sanitario y 379 con la reducción del personal.

### Cierre de RTVV

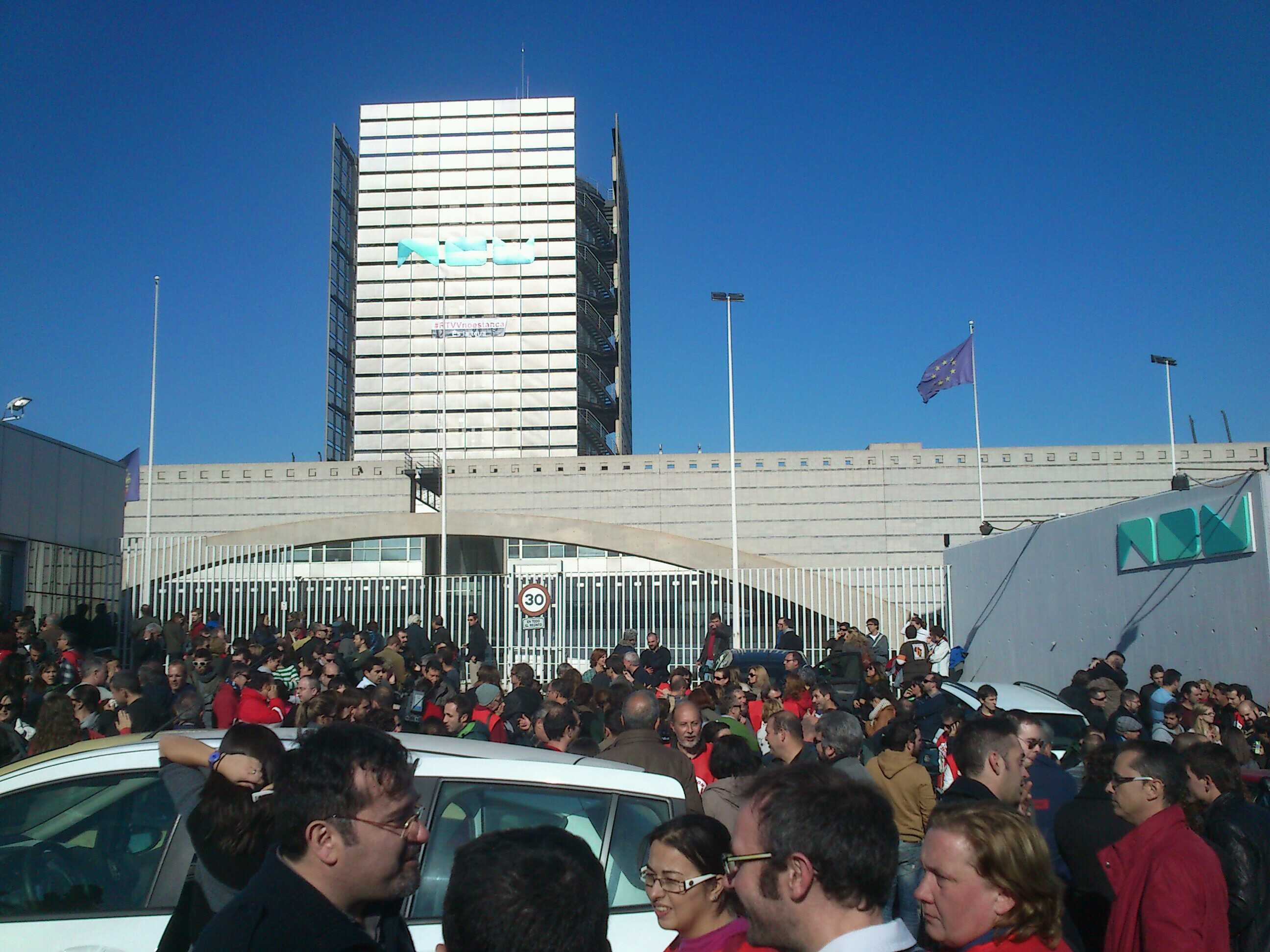
Concentración de trabajadores y ciudadanos frente a RTVV pocas horas después del corte de transmisiones el día 29 de noviembre de 2013.

Tras diecisiete años de gestión de los directores generales nombrados por el Partido Popular, el ente público RTVV acumulaba a principios del año 2012 una deuda de más de 1.200 millones de euros y una plantilla compuesta unos 1.700 trabajadores. La solución que ha propuesto la Generalidad Valenciana presidida por el popular Alberto Fabra ha sido anunciar en enero de 2012 un ERE que puede afectar a 2/3 de la plantilla de 1700 trabajadores y presentar en las Cortes Valencianas, donde el PP tiene mayoría absoluta, un nuevo Estatuto de la Radio Televisión Valenciana que permite privatizar determinadas franjas horarias de la programación. El martes 17 de julio se presenta el ERE que supondrá el despido de 1.295 trabajadores de los 1.695 que componen la plantilla de RTVV.
Así, debido a la dura crisis que atravesaba el ente público valenciano, la dirección de RTVV informó que, a partir del 6 de julio de 2013, Canal Nou 2 y Canal Nou 24 pasarían a ser un nuevo canal, que mantendría esta última denominación y estaría destinado fundamentalmente a la información, la cultura y las retransmisiones. Este segundo canal surgido de la fusión también se dedicar a emitir cualquier contenido, manifestación cultural o artística que fomente la difusión de la lengua y la cultura valencianas. La fusión de ambos canales fue aprobada el 5 de julio de 2013 por el pleno del Consell en virtud del contrato programa de Radiotelevisión Valenciana, permitiendo a esta sociedad pública un ahorro anual de 2,7 millones de euros.
Por otra parte, las secciones sindicales de RTVV informaron en un comunicado que habían aceptado la propuesta de la dirección de RTVV para prorrogar la vigencia del octavo convenio colectivo hasta el 1 de noviembre del mismo año. En la nota, indicaron que las negociaciones para tal convenio colectivo empezarían el día 1 de septiembre.
Finalmente, dentro de la reforma también entró la integración del ente de radio con el audiovisual.
Por su parte, el 9 de octubre de 2013, la cadenas públicas cambiaron de nombre. Así, Canal 9 pasó a llamarse Nou Televisió, Canal Nou 24 se quedó como Nou 24 y Canal Nou HD, como Nou HD. De este modo, se inició una nueva etapa en el ente, ya que también se alquilaron franjas de la primera cadena a distintas productoras que cambiaron su programación.
El 5 de noviembre de 2013 el Tribunal Superior de Justicia de la Comunidad Valenciana da a conocer la sentencia que anula el ERE de RTVV. El mismo día por la tarde la Generalitat Valenciana anuncia el cierre del grupo, poniendo fin a 24 años de emisiones.

### Polémicas con la AVL
Una de las obras más esperadas de la Academia Valenciana de la Lengua, por su importancia, era el Diccionari normatiu valencià (DNV), del cual se encargaba la comisión para su creación, que estuvo formada por seis académicos -Rafael Alemany, Ramon Ferrer, Josep Palomero, Artur Ahuir, Manuel Pérez Saldanya y Jordi Colomina, siendo este último su coordinador-. Tras doce años de trabajo, la AVL aprobó el 31 de enero de 2014 el DNV, compuesto por más de 93.000 vocablos, el cual recoge la definición de los términos, sinónimos y uso característico aceptable y, cuando es pertinente, la utilización más local y coloquial de las palabras. El diccionario fue aprobado por una amplia mayoría de los académicos, ya que 16 votaron a favor del texto, 2 en contra y 2 se abstuvieron. La Academia Valenciana de la Lengua afirmó que el 31 de enero de 2014 será un día histórico para nuestra lengua y para la cultura del pueblo valenciano, por lo que este día marcará un antes y un después para todos aquellos ciudadanos que aman el signo de identidad más emotivo y potente de un pueblo.
La alegría de la Academia por aprobar su diccionario no duro mucho, ya que en él incluía una definición que no gustó nada al partido del gobierno de la Generalidad Valenciana. La definición de la polémica era la del nombre de la propia lengua, el valenciano, y esta decía así: Valenciano: lengua románica hablada en la Comunidad Valenciana, así como en Cataluña, las Islas Baleares, el departamento francés de los Pirineos Orientales, el Principado de Andorra, la franja oriental de Aragón y la ciudad sarda de Alguer, lugares donde recibe el nombre de catalán. Así, el 1 de febrero de 2014 el secretario regional del PP, Serafín Castellano, criticó que el Diccionario equiparara valenciano y catalán, y aseveró que al equiparar el valenciano y el catalán, la AVL pierde todo su sentido, porque se creó precisamente para defender la personalidad de nuestra lengua, al igual que las academias de otras comunidades autónomas bilingües. Además de las críticas, el PP y la Generalidad Valenciana llegaron a vetar la publicación digital del diccionario, el cual no se publicó el día previsto, aunque la AVL alegó problemas técnicos para la no publicación. Esta reacción del PP y de la Generalidad no se esperaba en la Academia Valenciana de la Lengua y por ello su vicepresidente Josep Palomero afirmó que era incomprensible que un gobierno actúe con estas declaraciones en contra de una institución de la propia Generalidad, y que, además ha hecho un enorme esfuerzo al incorporar muchísimos vocablos valencianos que hasta ahora no aparecían en los diccionarios.

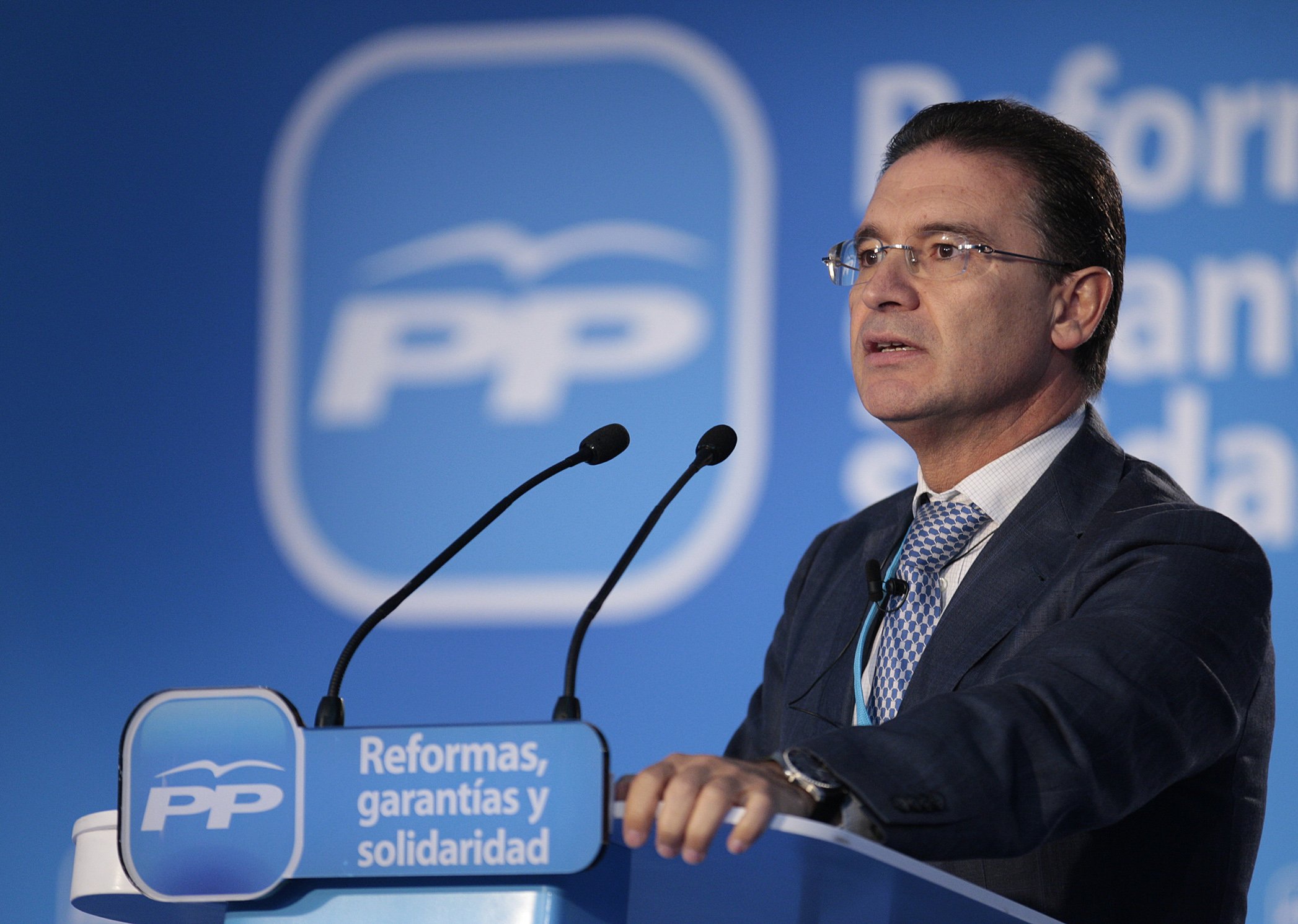
Serafín Castellano, uno de los políticos del PP más críticos con las posturas lingüísticas de la AVL.

Tras varios días de polémica la Generalidad Valenciana, a través de la Consejería de Educación, Cultura y Deporte, pidió al Consejo Jurídico Consultivo (CJC) que dictaminara "con carácter urgente" si la definición de valenciano incluida en el DNV de la Academia Valenciana de la Lengua se "acomodaba" al Estatuto de Autonomía. Cuando se le preguntó al presidente del CJC, Vicente Garrido, sobre el tema de la polémica, éste respondió que la Academia Valenciana de la Lengua tiene la competencia de determinar la normativa del idioma valenciano, por lo que el valenciano es lo que la AVL diga que es, aunque otra cosa es el tema de la denominación del idioma.
Pese a la solicitud por parte de la Generalidad al CJC de un dictamen urgente sobre el Diccionario de la Academia, la AVL publicó el 6 de febrero en su página web el DNV, aprovechando el hecho de que la notificación al CJC no iba acompañada de otro escrito al propio ente normativo para advertirle que, mientras no se confirmara ese dictamen, no podía publicar su obra. Aunque la AVL introdujo una "advertencia" en la que decía que la definición de valenciano del diccionario ha sido objeto de una petición de dictamen al CJC por parte de la consejera de Educación, Cultura y Deporte. La sociedad valenciana respondió a la publicación del diccionario positivamente, puesto que en apenas tres días recibió 85 000 visitas. El mismo día que se publicó el DNV el presidente del Consejo Valenciano de Cultura (CVC), Santiago Grisolía, salió en defensa de la AVL instando a la Generalidad a que asumiera el nuevo diccionario normativo de la Academia Valenciana de la Lengua o si no "que quite" la institución, puesto que si creas la Academia tienes que dejar que haga lo que debe hacer y se acabó.
El 12 de febrero el CJC realizó su dictamen sobre el tema, y en él estimó que la definición incluida en el Diccionario no se acomodaba al Estatuto, aunque también dejaba claro que la potestad para confeccionar el diccionario en valenciano y definir la lengua era de la Academia. Al día siguiente, la junta de gobierno de la AVL respondió al dictamen del CJC mediante un comunicado en el que defendía su autoridad normativa: El dictamen del CJC ha dejado rotundamente claro que el valenciano es lo que la Academia diga que es, en ejercicio de su función de determinar la normativa oficial del valenciano. Además del comunicado el vicepresidente de la AVL, Josep Palomero, explicó que a partir del mes de marzo de 2014, cuando se hiciera la remodelación de las secciones de la AVL, alguna de ellas se encargaría de empezar a estudiar el informe del CJC, aunque afirmó que llevará "su tiempo", pues el diccionario costó 12 años de hacer.
Por su parte, la respuesta de la consejera de Educación al informe fue que el Gobierno valenciano se contentaría con una definición de valenciano que se acomodara al ordenamiento jurídico, lo cual para la AVL ya se cumplía en la definición cuestionada. Posteriormente, el 24 de febrero, el presidente de la Generalidad, Alberto Fabra, hizo público que había mantenido una reunión con el presidente de la Academia Valenciana de la Lengua, con el objetivo de generar tranquilidad y serenidad tras la polémica provocada por la definición de valenciano del DNV aprobado por el ente normativo.
Dentro de la polémica surgida tras la publicación del DNV, el 6 de marzo, el presidente de la AVL, Ramón Ferrer, remitió una carta al decano de la RACV en la que le comunicaba su dimisión como académico de número de la histórica entidad valencianista, lo cual dejaba a la AVL sin ningún representante de la RACV entre sus miembros.
Tras varios meses de estancamiento, la portavoz del Gobierno valenciano y consejera de Educación, Cultura y Deporte realizó una nueva declaración donde amenazaba a la Academia con que la eliminación de su presupuesto para el año 2015 era "una opción" que se planteaba si no modificaban la definición de "valenciano" en su diccionario, aunque recalcó que en esos momentos trabajaban por "la vía del diálogo". Pese a las críticas y amenazas, la AVL se mantiene firme en su postura y a día de hoy aún mantiene la definición polémica, postura ensalzada por todos los partidos de la oposición de las Cortes Valencianas (PSPV, Compromís y EUPV), por la plataforma educativa Escola Valenciana, así como también por el IEC. De forma indirecta, la Real Academia Española (RAE) también da la razón en cuanto a la definición de valenciano a la AVL en su diccionario, puesto que lo define como la variedad del catalán de la Comunidad Valenciana, lo cual también genera "malestar" entre los miembros del Partido Popular.
Tras esto, el Consejo de la Generalidad aprobó el 30 de diciembre de 2014 el anteproyecto de la Ley de Señas de Identidad del Pueblo Valenciano, con la que se pretendía blindar «la individualidad de la lengua valenciana», además de otros temas como son los espectáculos taurinos, la gastronomía, la música y las fiestas populares valencianas. Mediante esta ley se subvencionaría a la Real Academia de Cultura Valenciana y a Lo Rat Penat, asociaciones privadas contrarias a la Academia Valenciana de la Lengua, ya que a diferencia de esta, ambas consideran que el valenciano es una lengua independiente y distinta del catalán, la cual se debe regir por las normas del Puig. Además de esto, el grupo parlamentario popular de las Cortes Valencianas pretendía ir más allá, ya que presentó varias enmiendas al anteproyecto, en las que se pedía que los títulos de valenciano emitidos por estas instituciones así como las normas del Puig se consideraran oficiales. El 7 de enero de 2015, el Consejo Jurídico Consultivo afirmó que el proyecto de ley de Señas «adolece de un marcado carácter programático y los objetivos que se persiguen con esa norma ya se encuentran al alcance de los poderes públicos sin necesidad de una nueva norma con rango legal en el ordenamiento.» Finalmente, el pleno de las Cortes Valencianas aprobó el 25 de marzo la «Ley de reconocimiento, protección y promoción de las señas de identidad del pueblo valenciano» con los votos en solitario del PP, mientras que la oposición abandonó el hemiciclo en señal de protesta.
Por otro lado, el Partido Popular reactivó el 20 de enero de 2015, tras más de un año en el cajón, el proyecto de modificación de la ley de creación de la Academia Valenciana de la Lengua (AVL), así como también la del Consejo Valenciano de Cultura (CVC). La Junta de Portavoces de las Cortes estableció que se debatiría este proyecto de Ley en el pleno de las Cortes la siguiente semana, aunque ya se sabía que ninguna de las dos iniciativas saldría adelante ya que el PP no contaba con la mayoría necesaria de tres quintos para aprobarlas. Formalmente lo que deseaba el Partido Popular era reducir de 21 a 15 el número de académicos de la AVL, aunque según el periodista Juanjo García Gómez, del diario Levante-EMV, lo que pretendía el Gobierno valenciano en realidad era volver a poner a cero el contador de los 15 años de tutela política de la Generalidad sobre la institución normativa del valenciano, ya que en el año 2016 iba a expirar el periodo a partir del cual los académicos no se elegirían a propuesta de los partidos, sino de los propios miembros de la institución.
El 28 de enero se realizó la votación sobre la reforma de la ley de creación de la Academia Valenciana de la Lengua, siendo el PP, que rechazó todas las enmiendas de la oposición, el único partido que votó a favor de la reforma, de modo que la propuesta obtuvo únicamente 46 votos favorables —frente a los 60 requeridos— y 37 en contra. Por su parte, la oposición acusó a los populares de no ir a defender una ley, ya que nacía muerta por no tener el apoyo suficiente, sino a hacer un acto de propaganda con el que únicamente buscaban reactivar la batalla de la lengua y acabar con una institución que se había pronunciado en contra de sus tesis lingüísticas.
El 26 de febrero falleció el académico Pere María Orts, y un mes después, en el último pleno de la legislatura de las Cortes Valencianas, el Partido Popular propuso a Lluís Fornés "El Sifoner" para ocupar el puesto que Orts dejó vacante, el cual fue rechazado por el conjunto de la oposición en dos votaciones secretas, lo cual supuso el no nombramiento de "El Sifoner" como académico ya que era necesario el voto favorable de tres quintas partes de los diputados. El motivo que alegó el PSPV para rechazar la propuesta del PP se debió a que en el año 2001 Eduardo Zaplana (PP) y Joan Ignasi Pla (PSPV) negociaron que en la AVL habría un cupo de seis académicos que serían propuestos por consenso de ambos partidos, al margen de la cuota de cada uno. Y en ese cupo de consenso, según el PSPV, figuraban Orts y Ascensión Figueres, otra vacante que estaba sin cubrir desde el año 2011, por lo que se acusó al PP de intentar engañar a la oposición para imponer un candidato que, según el acuerdo alcanzado hace catorce años, debía ser de consenso.

### ILP para la reapertura de RTVV

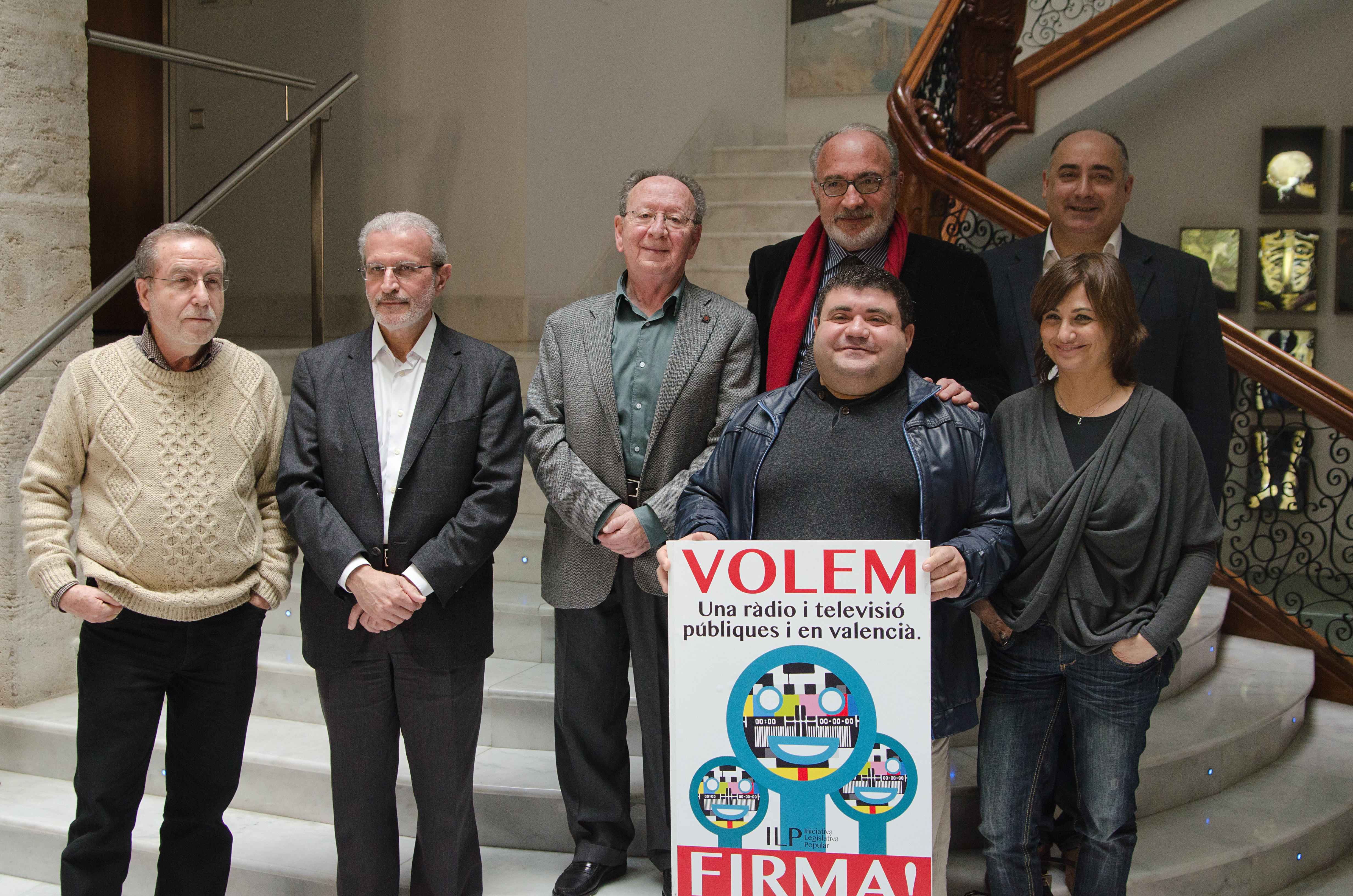
Acto de presentación de la ILP en febrero de 2015.

El 13 de noviembre del 2014 se admitió a trámite una iniciativa legislativa popular (ILP) en la que se pedía la reapertura de Radiotelevisión Valenciana (RTVV), postura que el PSPV-PSOE, la coalición Compromís y EUPV siempre habían defendido, que se sumó, aunque receloso, el PPCV. El 3 de febrero de 2015 el PPCV enmendó la ILP, a la que le añadió nuevas condiciones: que se consumara la liquidación de la empresa pública, cosa la cual podría durar décadas, ya que habría de amortizar todos los activos; que «no suponga minoración de las partidas a los servicios públicos» y «que no suponga un incremento de la presión fiscal a los ciudadanos». En una enmienda posterior, Jorge Bellver, portavoz del PPCV en las Cortes agregó a la enmienda la necesidad de «eliminar la exclusividad de las emisiones en valenciano». Además, instó en la necesidad de «crear una comisión para investigar la forma de implantación del servicio público de radiotelevisión» cuando se den las condiciones oportunas. Además, contempla la «libertad de elección del modelo de gestión», lo que abre las puertas a un modelo privado.
El 9 de febrero se debatió el texto en el pleno de las Cortes. Aunque el PSPV-PSOE, la Coalició Compromís y EUPV presentaron como alternativa a las propuestas del PPCV la ILP sin modificaciones, apoyada además por casi 90 000 electores, el PP sacó adelante, con el único apoyo de su mayoría absoluta, las enmiendas a la ILP presentadas con anterioridad, lo que causó un intenso rechazo en la oposición. Finalmente, el 24 de marzo de 2015 las Cortes Valencianas aprobaron, con los votos a favor del PP y sin la participación de la oposición, la ley del Servicio público de Radiotelevisión Valenciana.

### Aprobación de la ley de Señas de Identidad
El 30 de diciembre de 2014 se aprobó el anteproyecto de la Ley de Señas de Identidad del Pueblo Valenciano con la que se tiene por objetivo blindar los espectáculos taurinos, que se declararán Bien de Interés Cultural y «apostar por la individualidad de la lengua valenciana», además de otros temas como lo son la gastronomía, la música y las fiestas populares valencianas. Subvencionará además a las peñas taurinas y a la Real Academia de Cultura Valenciana, asociación no oficial que mantiene posturas contrarias sobre los postulados lingüísticos oficiales de la Academia Valenciana de la Lengua. El 7 de enero de 2015, el Consejo Jurídico Consultivo rechazó la norma al no «considerarla necesaria» ya que «esos objetivos ya los persiguen entes públicos» y además de que reformas como el blindaje de los espectáculos taurinos puede generar «extrañamientos identitarios» del pueblo valenciano al no «gozar de un consenso social.» Esther López, diputada de EUPV, consideró que el proyecto de ley es una «cortina de humo» ante la «nula política cultural» que «sólo ha conocido la política del saqueo», refiriéndose al escándalo del Palacio de las Artes Reina Sofía. Finalmente, el pleno de las Cortes Valencianas aprobó el 25 de marzo la «Ley de reconocimiento, protección y promoción de las señas de identidad del pueblo valenciano» con los votos en solitario del PP, mientras que la oposición abandonó el hemiciclo en señal de protesta. El portavoz del PP Jorge Bellver, encargado de defender esta ley en el pleno, lamentó “una vez más la falta de respeto de los grupos de la oposición al trabajo parlamentario, a sus propios votantes y al pueblo valenciano" y añadió que “como dijo el President Alberto Fabra, esta Ley permitirá mantener vivas nuestras raíces y nuestras señas de identidad”.
La ley contempla la creación de un Observatorio de señas de identidad, en el cual se ha incluido a entidades que siguen una normativa diferente a la oficial, como la RACV o la entidad privada Lo Rat Penat, históricas entidades valencianistas consideradas ambas por algunos sectores como de carácter anticatalanista, a las que se da capacidad para decidir subvenciones a editoriales o entidades culturales. Las entidades que podrían resultar afectadas así como la estatutaria Academia Valenciana de la Llengua y el Consell Valencià de Cultura, órganos excluidos del observatorio, han rechazado pronunciarse sobre un ente que entienden que "no tiene recorrido" y que nace por la necesidad del Partido Popular de la Comunidad Valenciana por reavivar el conflicto lingüístico valenciano de cara a las Elecciones a las Cortes Valencianas.

### Casos de corrupción
- Caso Blasco
- Caso Gürtel
- Caso EMARSA
- Caso VALMOR
- Caso IMELSA

| Predecesor: VII Legislatura | Legislaturas de la Comunidad Valenciana VIII Legislatura | Sucesor: IX Legislatura» |